# Bầu cử tổng thống Hoa Kỳ 1984
Cuộc bầu cử tổng thống Hoa Kỳ năm 1984 diễn ra vào thứ ba, ngày 6 tháng 11 năm 1984, là cuộc bầu cử tổng thống thứ 50 liên tục bốn năm một lần trong lịch sử Hoa Kỳ. Nó được tổ chức vào thứ Ba, ngày 6 tháng 11 năm 1984. Tổng thống đương nhiệm của đảng Cộng hòa Ronald Reagan đã đánh bại cựu Phó Tổng thống Walter Mondale, ứng cử viên của đảng Dân chủ.
Reagan chỉ phải đối mặt với sự phản đối của ông trong nỗ lực tái đề cử của Đảng Cộng hòa, vì vậy ông và Phó Tổng thống George HW Bush dễ dàng được tái đề cử. Mondale đã đánh bại nhà hoạt động Jesse Jackson và một số ứng cử viên khác trong cuộc bầu cử sơ bộ năm 1984 của đảng Dân chủ trước khi cuối cùng chọn Đại diện Hoa Kỳ Geraldine Ferraro ở New York làm người tranh cử của mình, người phụ nữ đầu tiên tranh cử trong đề cử tổng thống và phó tổng thống của một đảng lớn.
Reagan chào đón sự phục hồi kinh tế mạnh mẽ từ khi lạm phát đình trệ những năm 1970 và suy thoái 1981–82, cũng như nhận thức rộng rãi rằng nhiệm kỳ tổng thống của ông đã giám sát sự hồi sinh của niềm tin và uy tín quốc gia. Ở tuổi 73, vào thời điểm đó, Reagan là người lớn tuổi nhất từng được một đảng lớn đề cử làm tổng thống. Chiến dịch Reagan đã tạo ra quảng cáo truyền hình hiệu quả và khéo léo hóa giải những lo ngại về tuổi tác của Reagan. Mondale chỉ trích các chính sách kinh tế trọng cung và thâm hụt ngân sách của Reagan và ông kêu gọi đóng băng hạt nhân và phê chuẩn Tu chính án Quyền bình đẳng.
Reagan đã giành chiến thắng trong cuộc tái bầu cử một cách vang dội, chiến thắng 49 trong số 50 bang. Mondale chỉ thắng bang Minnesota, quê hương của ông với tỷ lệ chênh lệch 0,18%, và Quận Columbia. Reagan giành được 525 trong số 538 phiếu đại cử tri, nhiều nhất so với bất kỳ ứng cử viên tổng thống nào trong lịch sử Hoa Kỳ. Về số phiếu đại cử tri, đây là cuộc bầu cử tổng thống một chiều thứ hai trong lịch sử Hoa Kỳ hiện đại; chỉ đứng sau Chiến thắng năm 1936 của Franklin D. Roosevelt trước Alf Landon, trong đó ông giành được 98,5% hay 523 trong tổng số 531 phiếu đại cử tri khi đó. Reagan giành được 58,8% số phiếu phổ thông so với 40,6% của Mondale. Tỷ lệ chiến thắng của số phiếu phổ thông của anh ấy — gần 16,9 triệu phiếu bầu (54,4 triệu cho Reagan đến 37,5 triệu cho Mondale)  —chỉ vượt quá Richard Nixon trong chiến thắng năm 1972 trước George McGovern. Reagan cũng là tổng thống đầu tiên kể từ khi Dwight D.Eisenhower tái đắc cử khi giành được đa số phiếu phổ thông tuyệt đối trong cả hai chiến dịch tranh cử tổng thống của mình. Vào thời điểm đó, ở tuổi 73, Reagan là người lớn tuổi nhất từng được bầu làm Tổng thống nước này.